# Mount Daniel
Mount Daniel ist ein Berg in der Kaskadenkette etwa 85 Kilometer östlich der Stadt Seattle im US-Bundesstaat Washington. Mit einer Höhe von 2426 Metern über dem Meeresspiegel ist sein Gipfel der höchste Gipfel in den Countys King und Kittitas. Der Cle Elum River, ein Zufluss des Yakima Rivers, entspringt am Osthang des Mount Daniel.
Neben dem Middle Summit, dem Hauptgipfel des Berges, sind die Nebengipfel East Peak (2408 Meter), West Pyramid (2402 Meter) und Northwest Summit (2343 Meter) Teil des Massivs. Südöstlich erhebt sich der markante Cathedral Rock.

## Weblinks

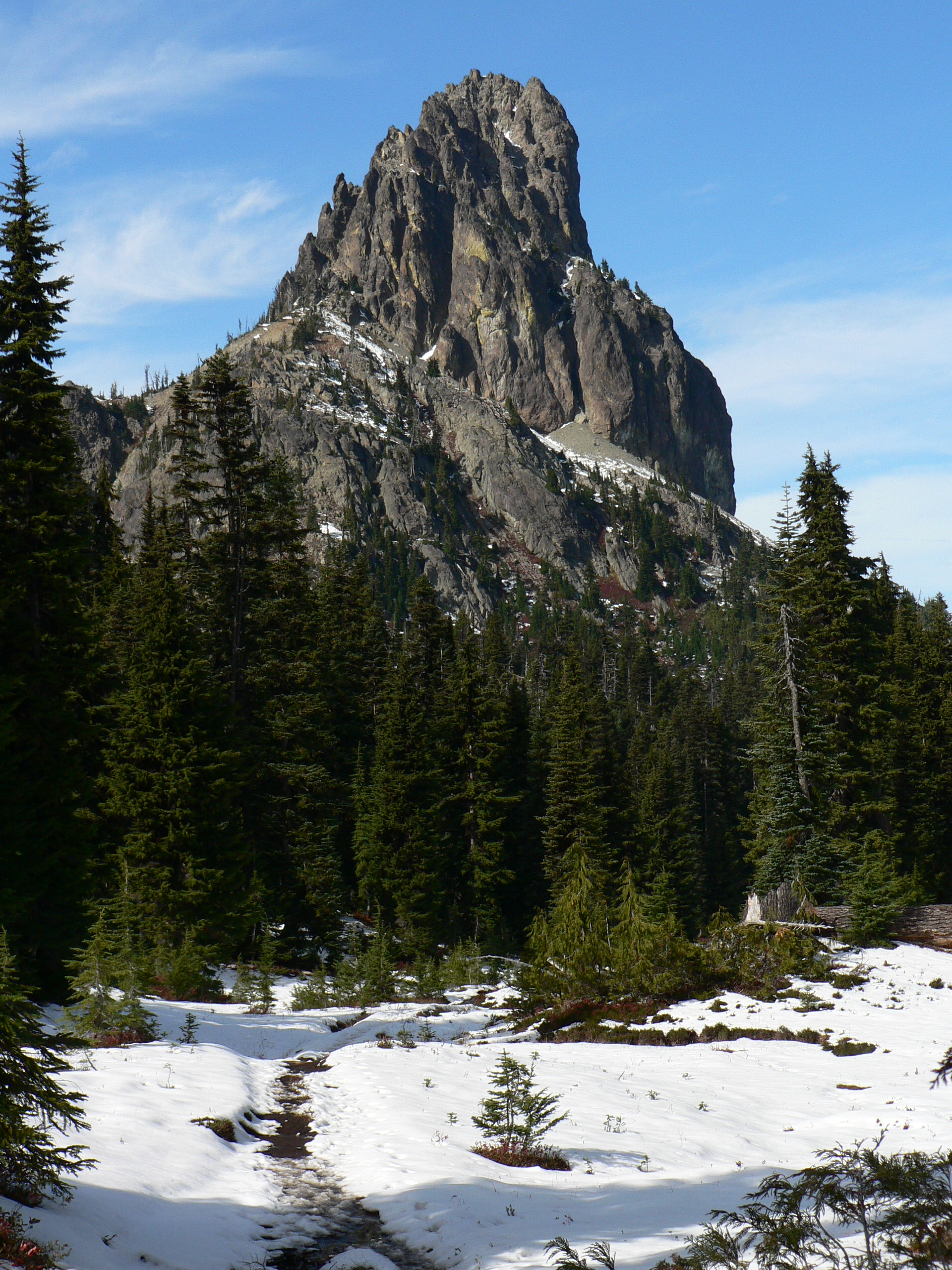
Cathedral Rock